# Biserica de lemn din Romita

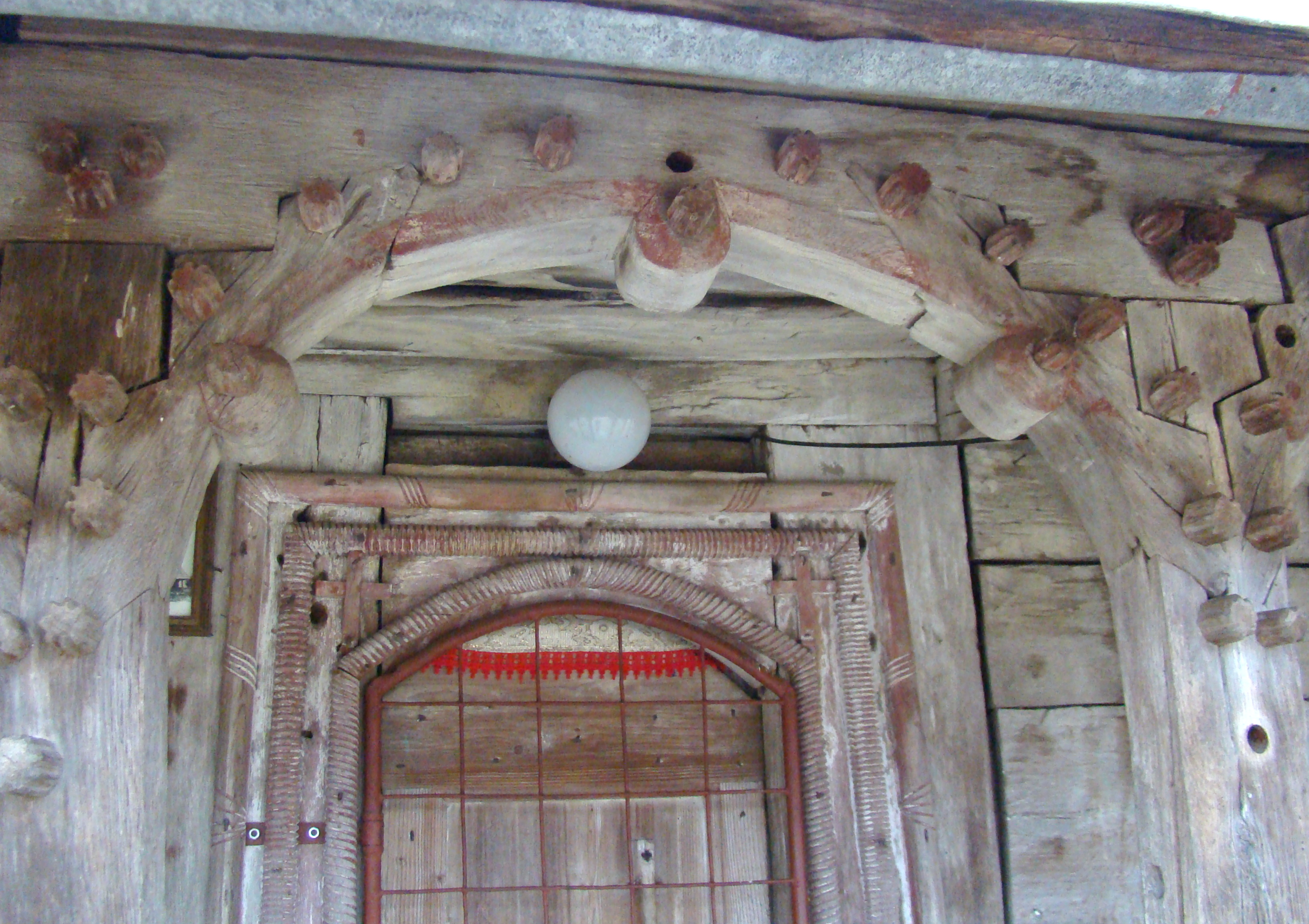
Detaliu portal

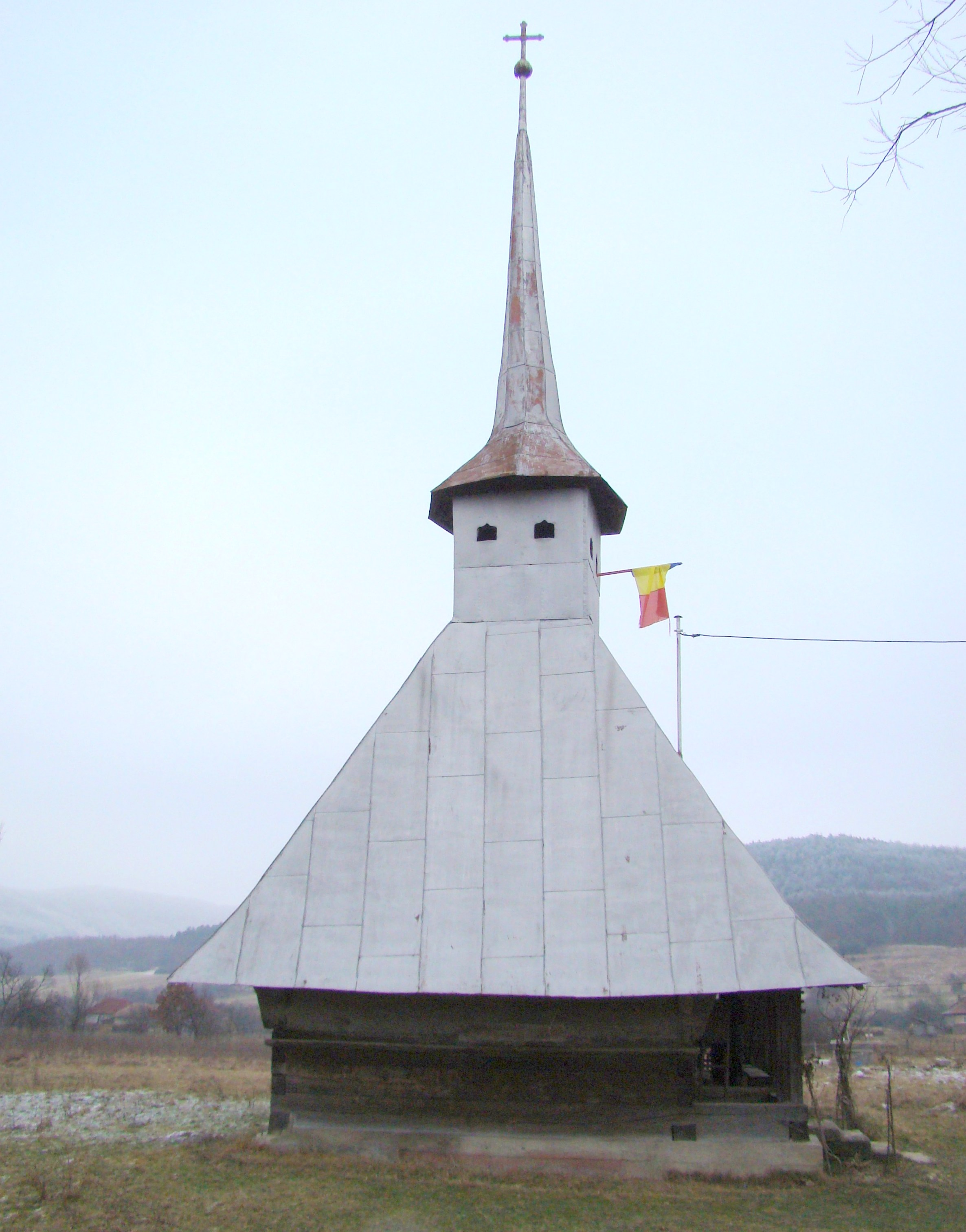
Biserica „Sfântul Nicolae” din Romita, foto: decembrie 2008.

Biserica de lemn din Romita se află în localitatea omonimă din județul Sălaj și a fost ridicată cel mai probabil în prima parte a secolului al XVIII-lea, fiind antedatată de inscripția din 1740 de pe crucea preotului îndemnător. Biserica se află pe noua listă a monumentelor istorice sub codul LMI:  SJ-II-m-A-05107.

## Istoric și trăsături
Biserica a fost construită în secolul al XVIII-lea (o dată vehiculată este 1723) și păstrează în pronaos o cruce de lemn, operă de artă prin frumoasa sa sculptură, dar și document istoric prin inscripția săpată în lemn: „Popa Gheorhe, 1740”.
Biserica are un plan dreptunghiular și măsoară 9,80m în lungine și 4,60 m în lățime. Este construită din bârne cioplite, așezate în cununi orizontale și îmbinate la colțuri în cheotori simple. Clopotnița este scundă, cu deschideri semicirculare și coif ascuțit. Prispa a fost adăugată fațadei principale ulterior construirii bisericii.
Pictura (care fusese realizată la sfârșitul secolului al XVIII-lea) a fost distrusă de intemperii din cauza acoperișului nereparat (actualul acoperiș de tablă a fost realizat în 1968). Doar icoanele împărătești („Iisus Hristos”, „Maica Domnului” și „Botezul Domnului”) mai stau mărturie despre frumusețea picturii bisericii.
Tradiția spune că în spatele bisericii de lemn se află un mormânt comun, în care sunt îngropate osemintele multor săteni, răpuși de o boală grea.

## Imagini

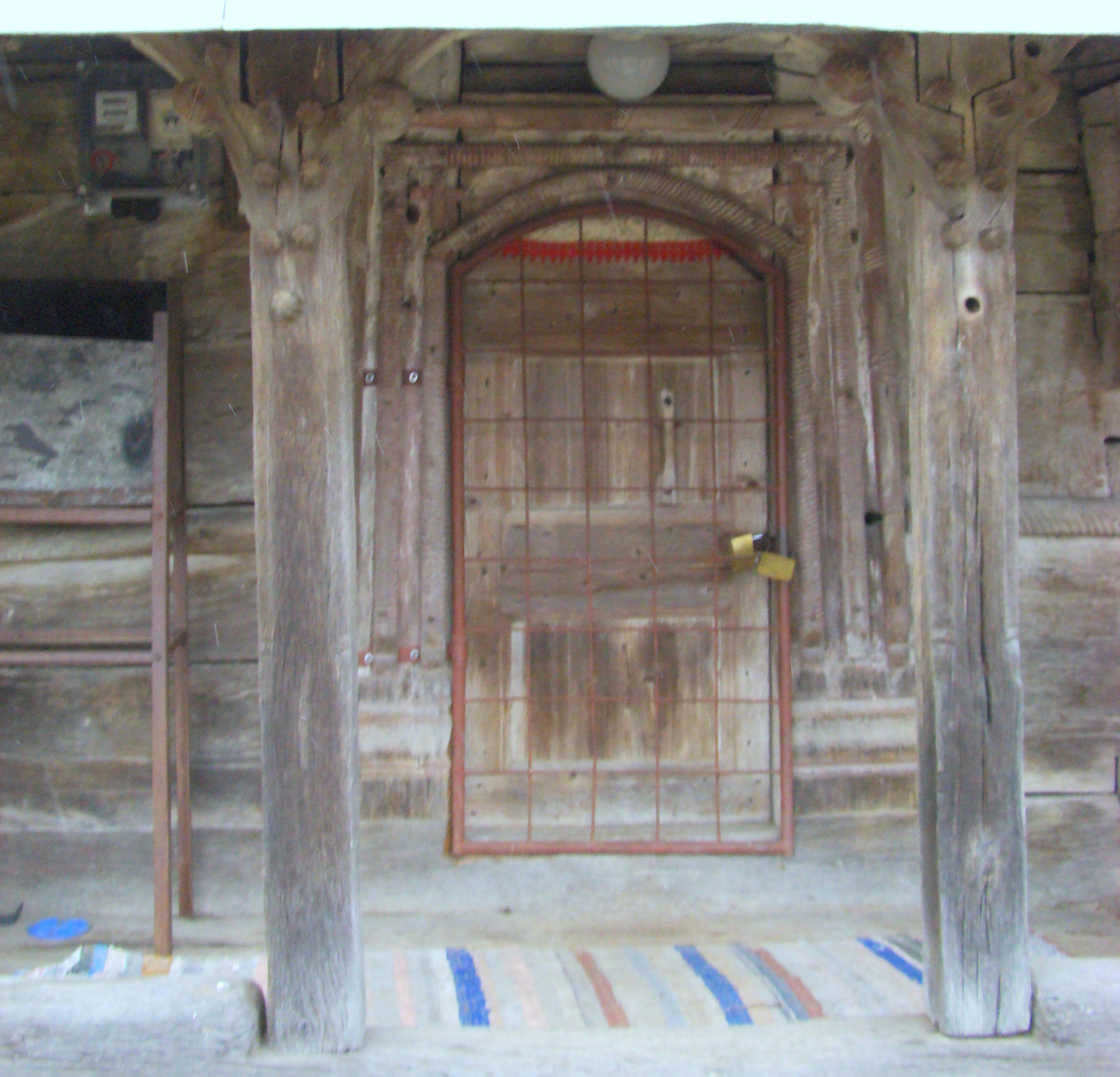
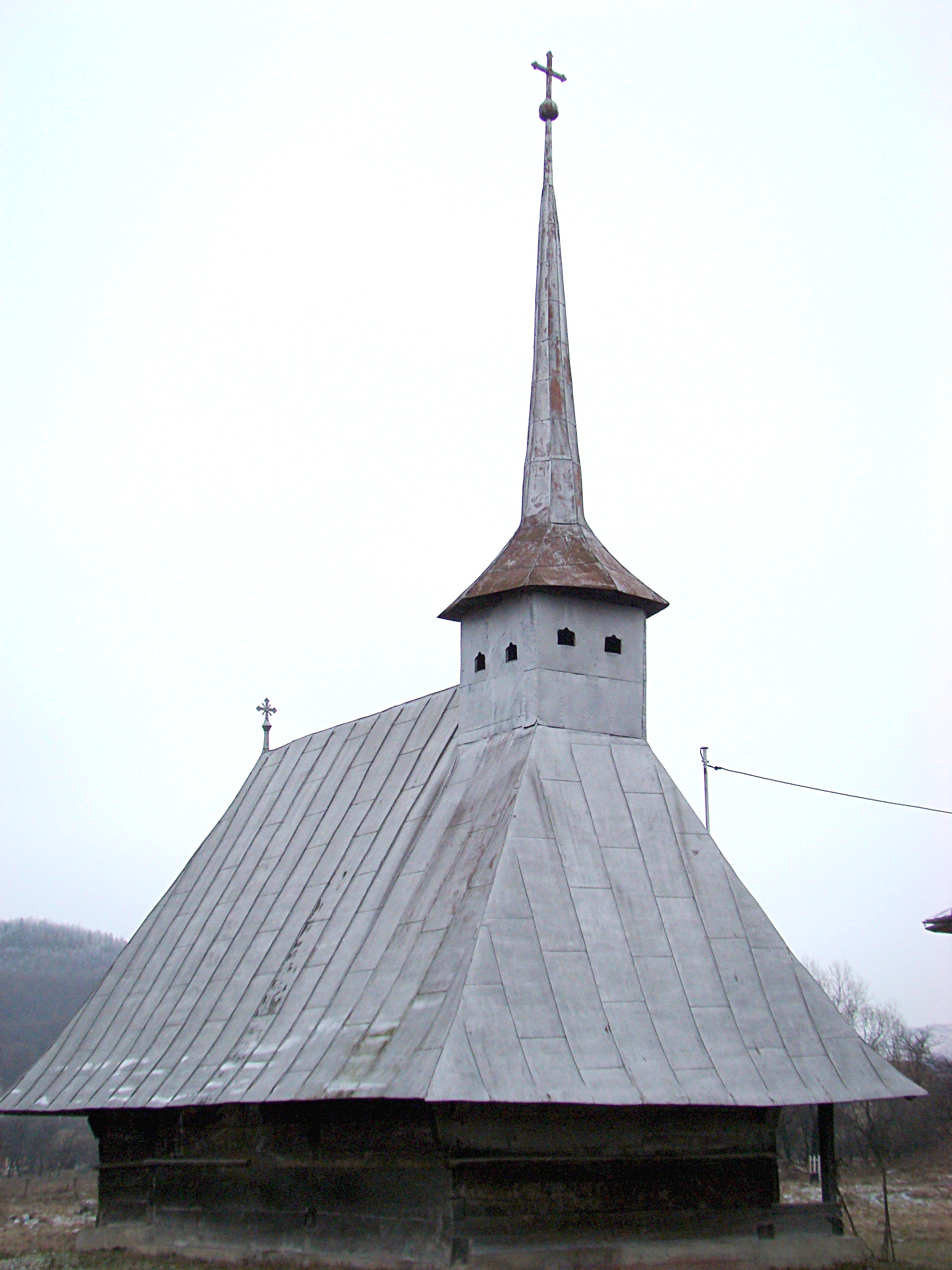
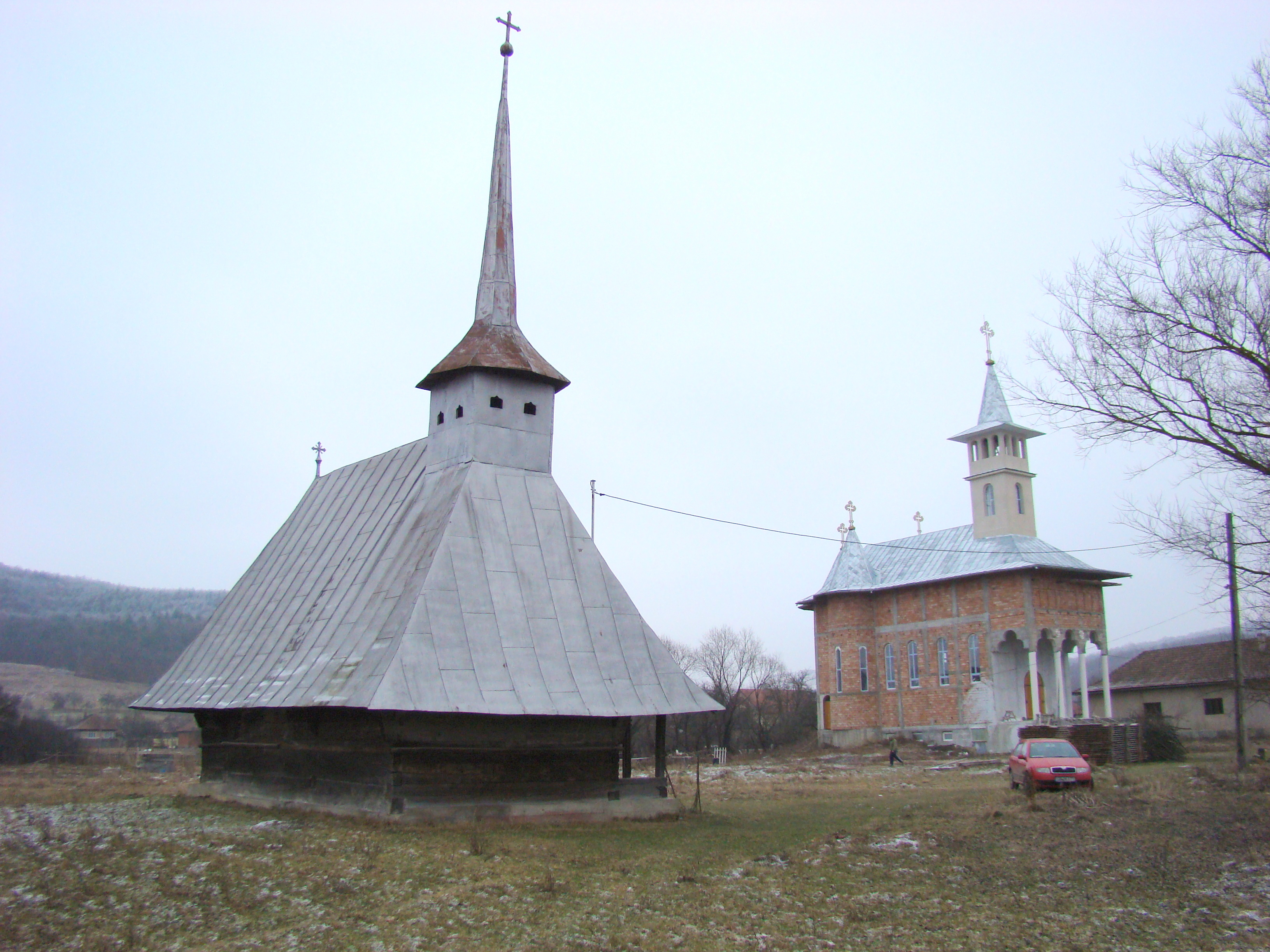
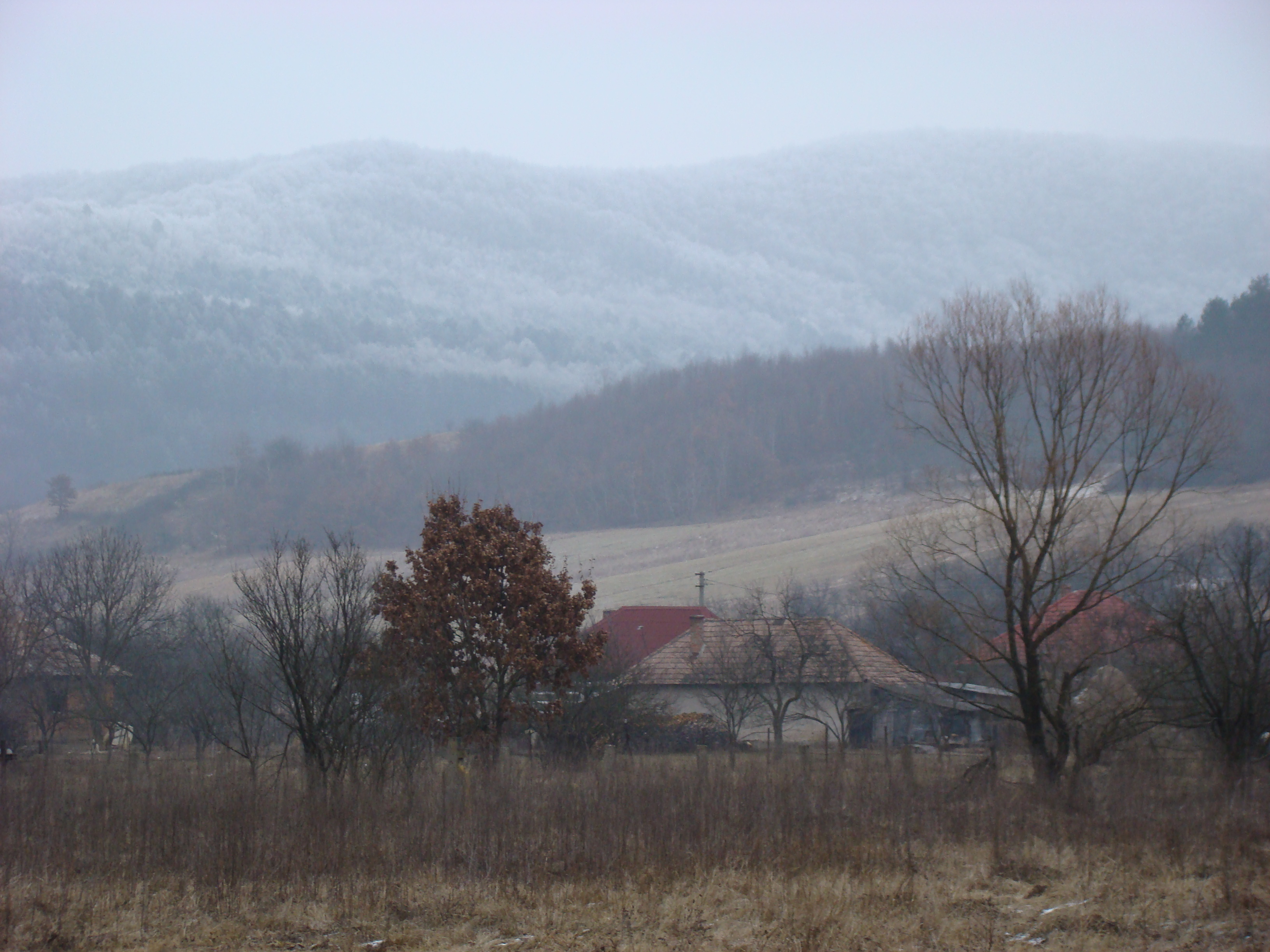
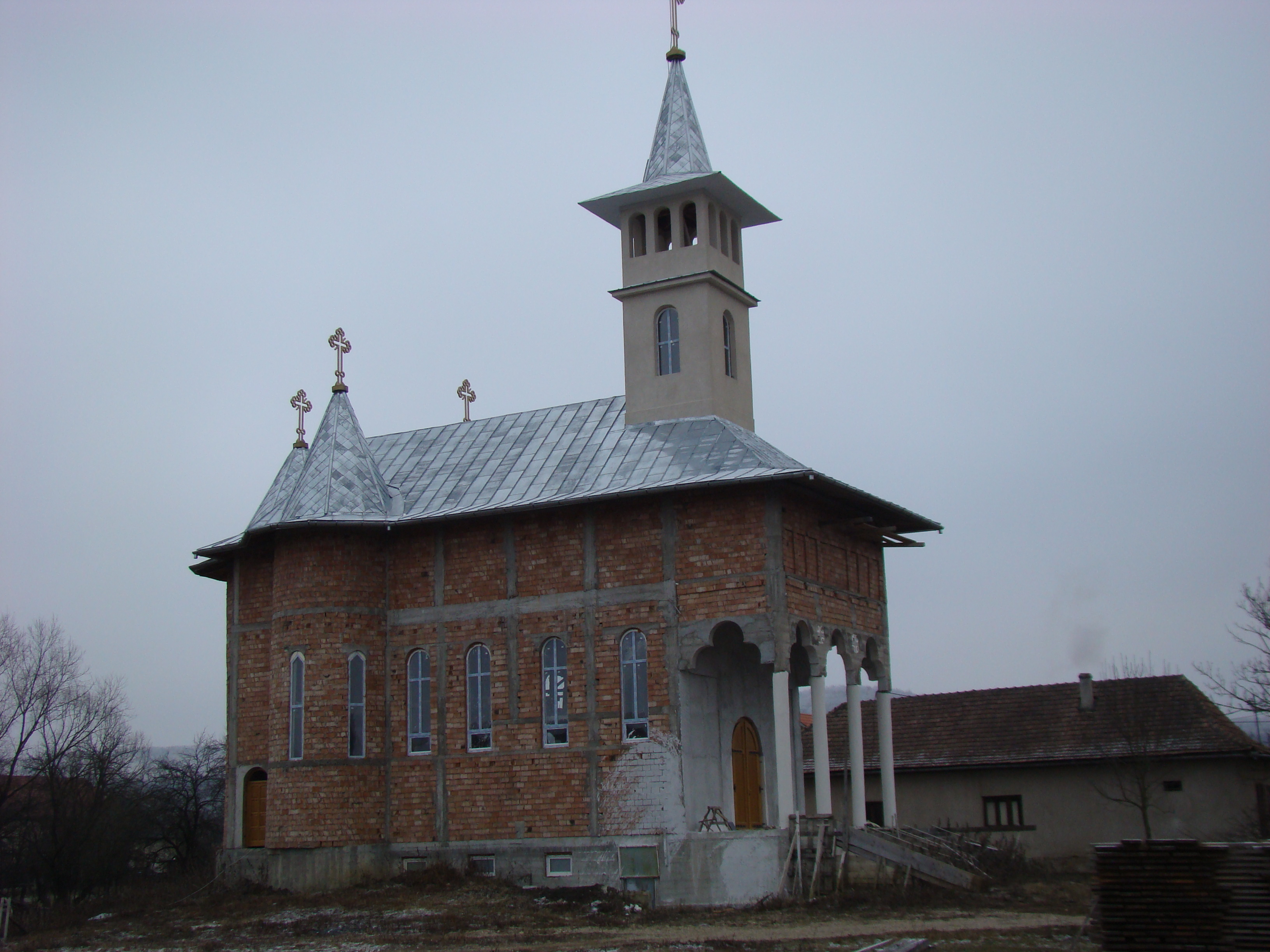
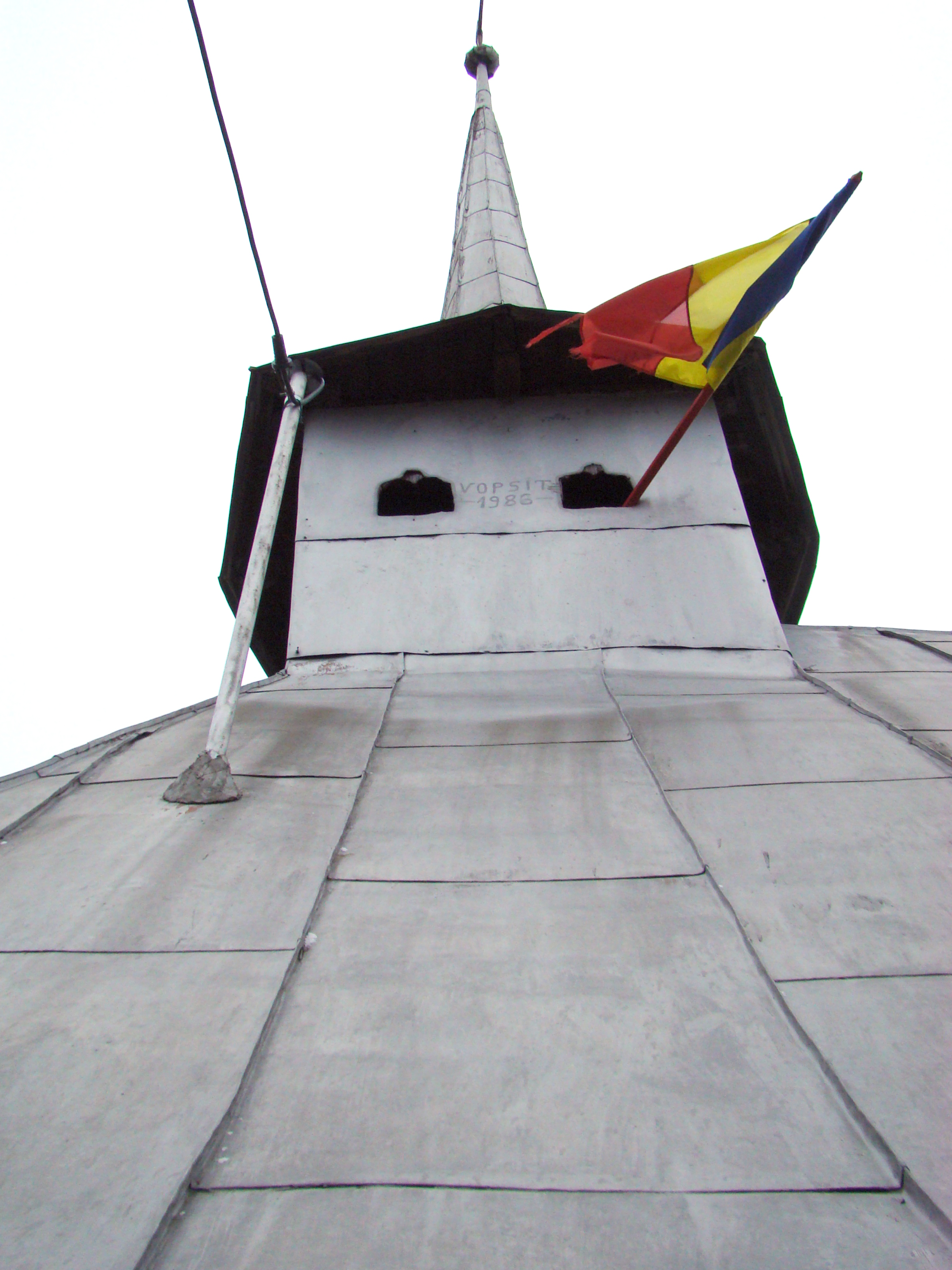
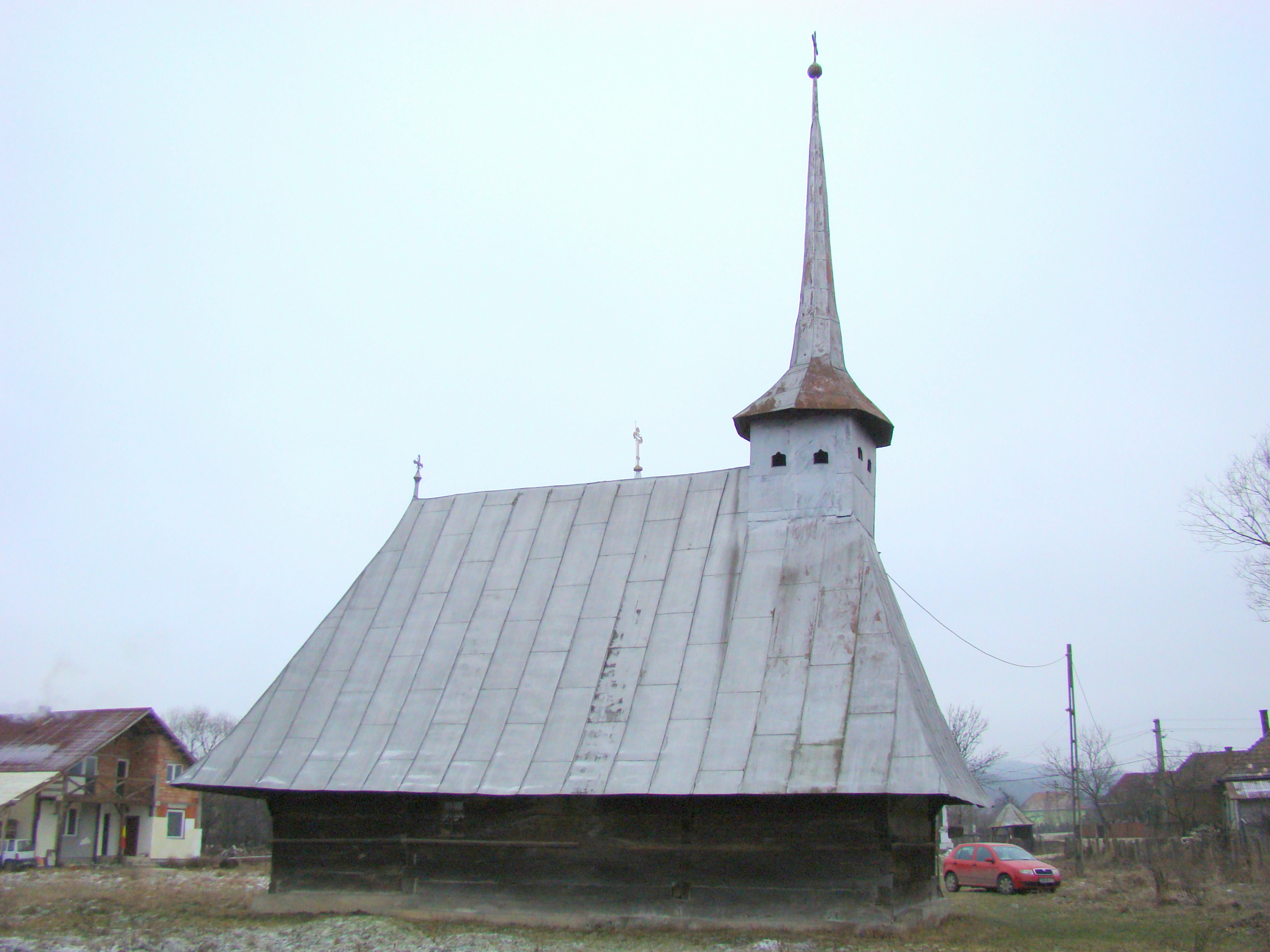
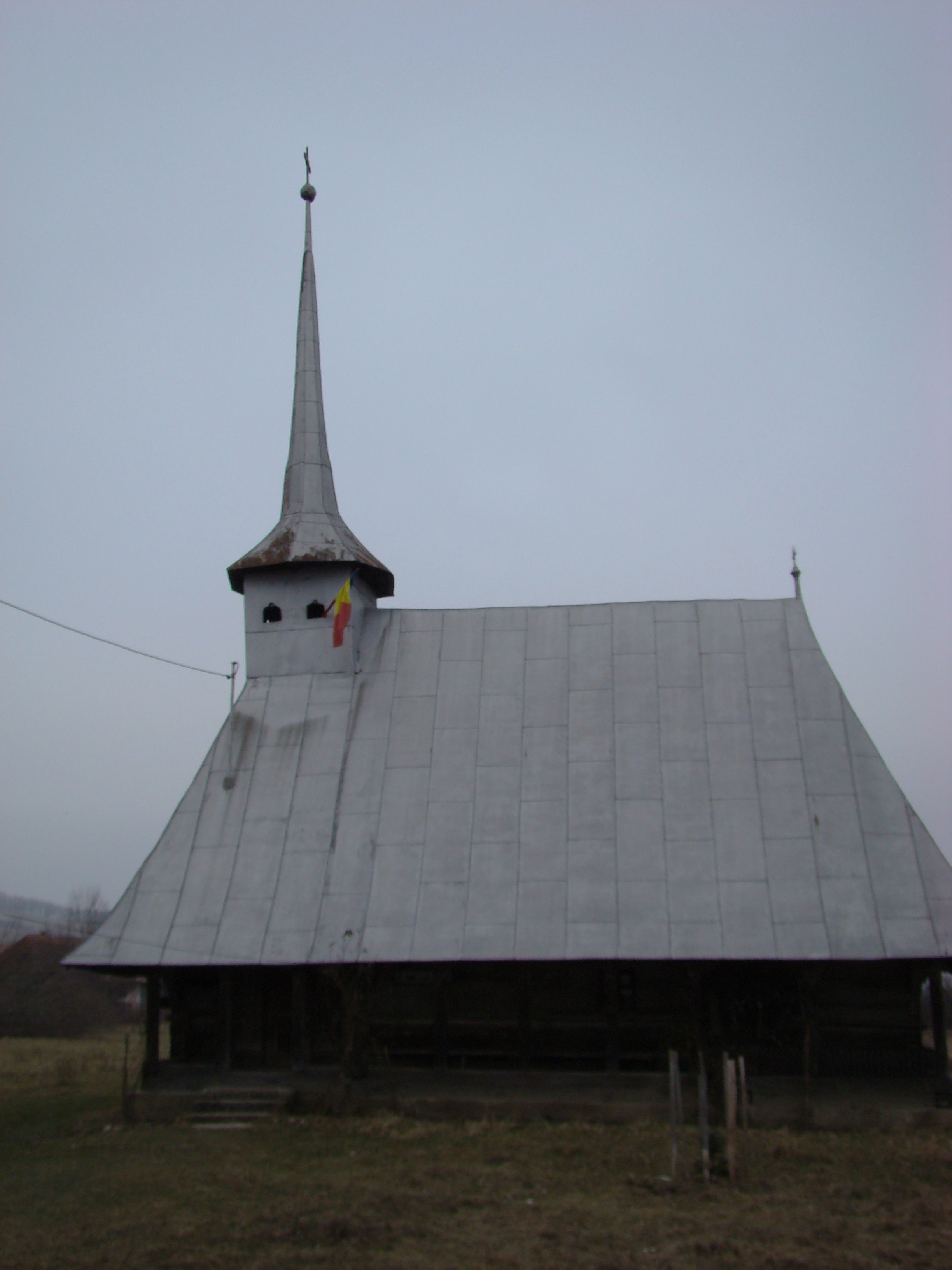
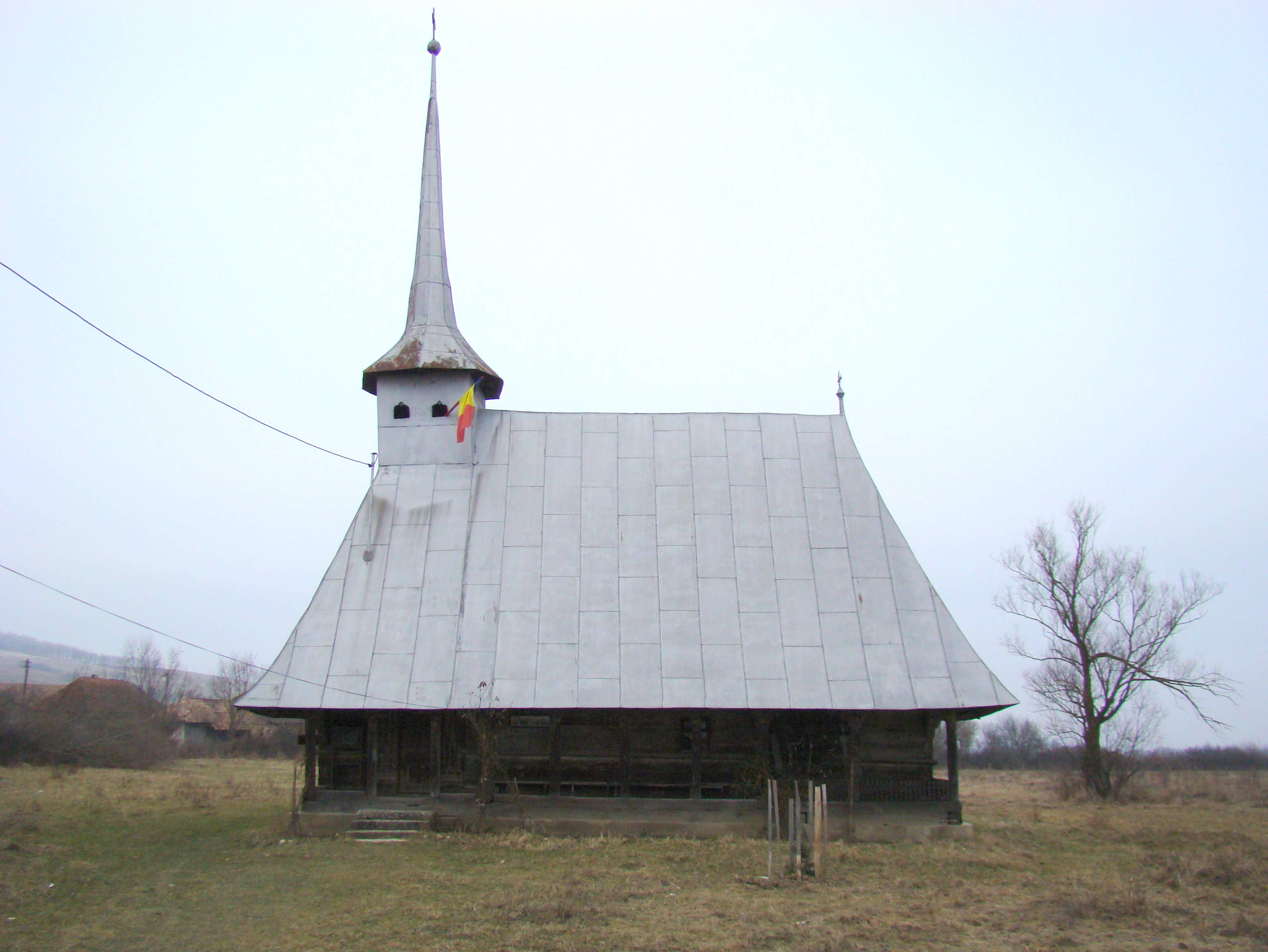
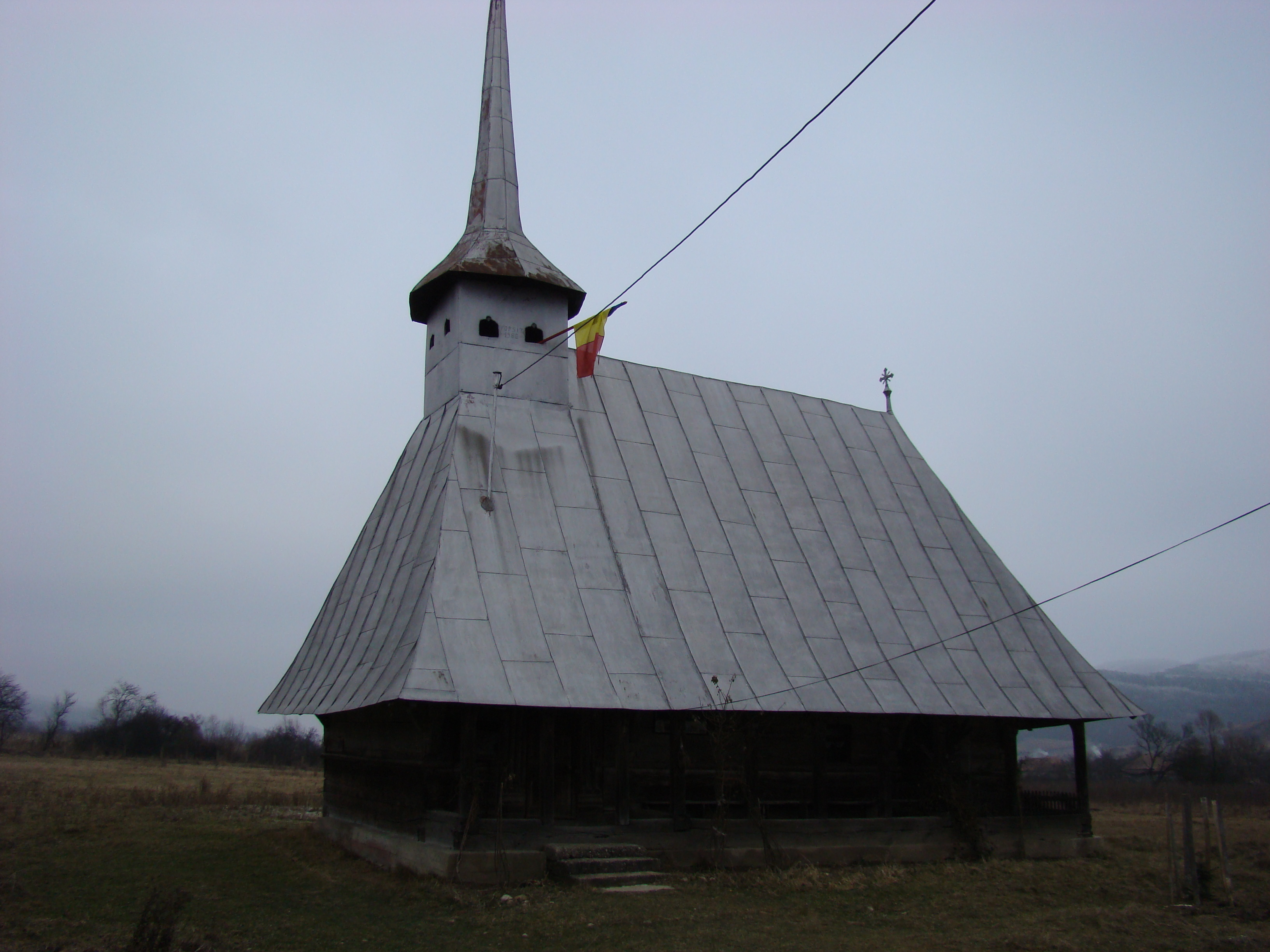
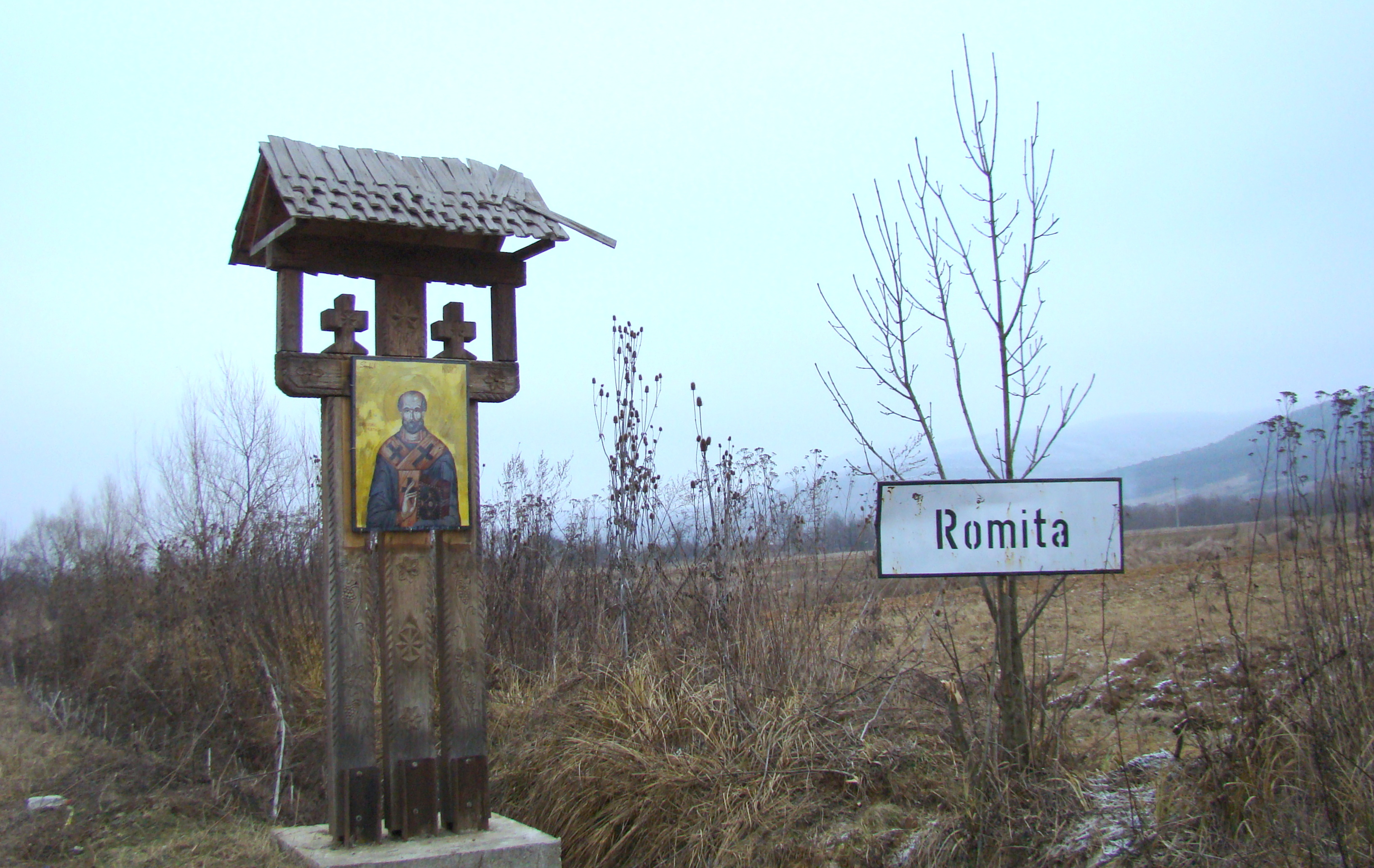